# Michel Antoine (anarchiste)
Michel Antoine, surnommé le « Juvénal de l'Anarchie », aussi connu sous ses pseudonymes de N'importe qui, Levieux ou Lux entre de nombreux autres, né le 6 avril 1858 à Paris et mort le 8 décembre 1929 à Nice, est un fleuriste et anarchiste illégaliste et individualiste français. Il est surtout connu pour son rôle au sein de l'anarchisme en France, où il est l'une des figures de l'anarchisme individualiste européen et de l'illégalisme.
Après avoir déserté pendant son service militaire, Antoine se rapproche de Louise Michel, qu'il accompagne lors de ses conférences. Suite à un séjour en prison, il lance un commerce d'horticulture, où il reçoit vraisemblablement Émile Henry et Ravachol, entre autres - et organise des réunions anarchistes. Alors qu'il commence à écrire dans la presse anarchiste de la période, en particulier dans La Révolte, la police le recherche pour ses activités de faux-monnayeur, et il est condamné par contumace à la déportation au bagne à perpétuité en 1900. Dans la décennie qui suit, Antoine s'implique dans un nombre important de publications anarchistes et anarchistes individualistes de la période, où il théorise et défend l'illégalisme, l'anarchisme individualiste et le recours à la violence. Parmi les publications où il écrit, la plus notable est L'Anarchie, et ses articles, souvent violents et injurieux à l'égard d'autres anarchistes, provoquent des conflits entre le journal et les personnes visées.
Après la Première Guerre mondiale, où il aide des déserteurs à fuir l'armée et la France et rejoint lui-même Barcelone, il revient en France et poursuit ses activités éditoriales dans les publications anarchistes individualistes de l'Entre-deux-guerres. Il meurt en 1929 sous une fausse identité à Nice.

## Biographie

### Jeunesse et désertion

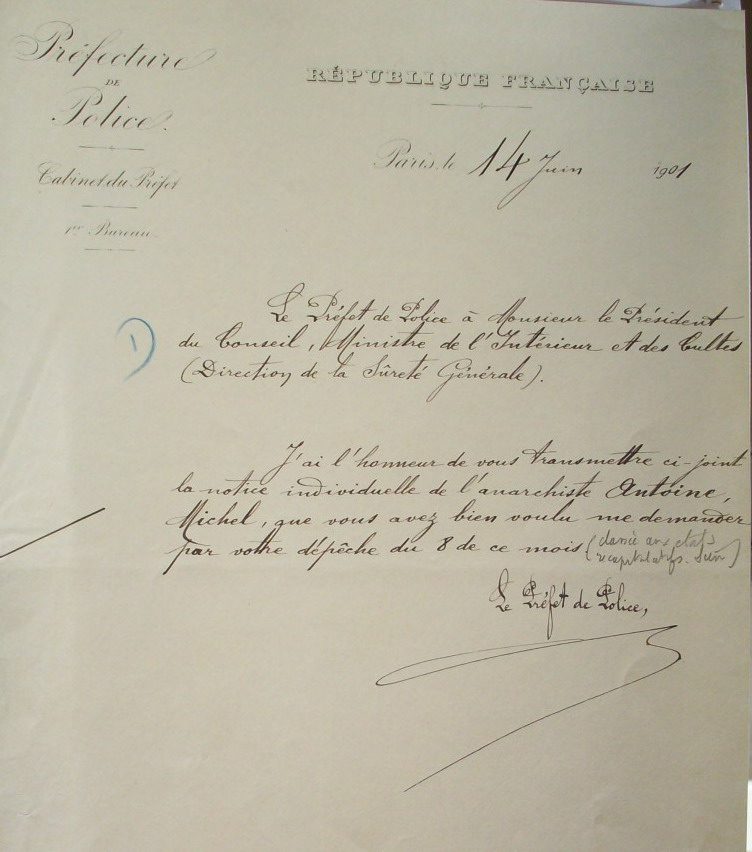
Préfet de police de Paris répondant au président du Conseil, Pierre Waldeck-Rousseau, au ministre de l'Intérieur et au chef de la Sûreté sur leur demande d'informations concernant Michel Antoine (14 juin 1901) - courtoisie d'Archives anarchistes

Michel Antoine naît le 6 avril 1858 à Paris. Sa mère, Marie Meillorat, n'exerce pas de métier tandis que son père, Jean-Baptiste Antoine, est brocanteur. Pendant son service militaire, alors qu'il est au 65e régiment d'infanterie de ligne depuis quatre mois, il déserte l'armée, se dissimule sous le nom de Vignon puis rejoint le Royaume-Uni.

### Intégration dans l'anarchisme
Retourné en France après son exil, il côtoie et accompagne souvent Louise Michel aux réunions qu'elle organise alors. La police le remarque comme distribuant des journaux et brochures anarchistes - il aurait aussi des « goûts contre nature » selon le même rapport.
Arrêté le 19 juin 1889 et condamné à deux ans de prison, il est libéré au bout de trois mois grâce à une amnistie. Antoine devient alors fleuriste dans le 20e arrondissement de Paris, au 38, rue de Fontarabie. Ce lieu sert de lieu de réunion à un certain nombre d'anarchistes notables de la période et de l'Ère des attentats (1892-1894), en particulier Ravachol ou Émile Henry. Il est aussi proche de Fortuné Henry, le frère d'Émile Henry, qu'il côtoie. Il participe aussi au Cercle anarchiste international à cette période.
Antoine commence aussi, au début des années 1890, à côtoyer les cercles de tendance anarchiste communiste, par exemple auprès du Groupe des Égaux ou en écrivant dans La Révolte de Jean Grave et Pierre Kropotkine. Le militant se distingue en utilisant très souvent des pseudonymes, dont l'un des plus notables est « N'importe Qui », mais on trouve aussi « Levieux », « Lux », et de nombreux autres faux noms pour signer ses articles. Dans La Révolte, Antoine publie un texte anonyme, Viande à mitraille, où il vise l'armée pour sa responsabilité dans le massacre de Fourmies. Cet article vaut six mois de prison à Grave, qui refuse de divulguer son identité aux autorités et prend la responsabilité de l'article sur lui. Grave le décrit alors de la sorte :

« de grande taille, de 28 à 30 ans, le visage coupé d’une fine moustache noire, correctement habillé mais ayant dans les manières quelque chose du chat, du prêtre et de la jeune fille ! L’homme le plus paradoxal. »

### Anarchisme individualiste et illégalisme

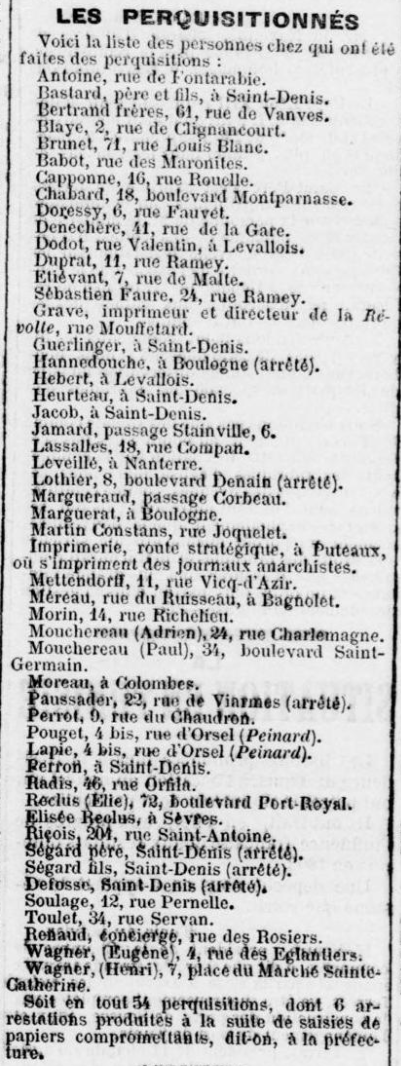
Liste des perquisitionnés en Île-de-France, il figure en première place, dans L'Estafette (2 janvier 1894).

N'importe qui est perquisitionné plusieurs fois pendant la répression de janvier et février 1894, dont le premier jour, où il figure en tête des perquisitionnés à Paris à cause son nom qui commence par A,. La police trouve chez lui des exemplaires de La Revue anarchiste, de L’Autonomie individuelle, de L’Attaque, de l’Endehors, de La Révolte, de La Revue libertaire et du Père Peinard,. Il s'engage pendant cette période comme faux-monnayeur avec un groupe de compagnons anarchistes, dont l'un d'entre eux est Étienne Requet. Alors que le groupe se fait arrêter, il parvient à échapper à la police en se rendant compte que le signal utilisé par ses compagnons n'est pas reproduit ; et, revenant chez lui, apprend que les policiers sont en train de le chercher, ce qui signifie que Requet le dénonce.
Antoine passe alors en clandestinité un certain temps, dissimule l'autre compagnon avec lui et n'en tient pas rancune à Requet, qu'il essaie de faire évader du bagne de Cayenne où il est condamné à perpétuité. La tentative est en cours d'organisation lorsque Requet meurt. En 1896, son entreprise de fleuriste est liquidée par la justice et Antoine est toujours en clandestinité, passant un temps auprès de sa mère.
Il monte alors une entreprise et la revend, ce qui lui donne un pécule lui permettant d'assurer son indépendance économique, selon Le Maitron. En 1900, Antoine est condamné à la déportation au bagne à perpétuité par contumace par la Cour d'assises de la Seine. Il participe à L’Ennemi du Peuple, aux Temps Nouveaux de Grave puis surtout à L'Anarchie d'Albert Libertad et Anna Mahé, qu'il soutient aussi financièrement,. Ses articles dans ce deuxième journal sont de longs textes défendant le recours à la violence et théorisant la mouvance anarchiste individualiste de l'illégalisme. Il y produit aussi des textes antimilitaristes, et comme Grave, N'importe qui considère que la méthode anarcho-syndicaliste du sabotage ne serait pas une bonne méthode d'action,.
L'anarchiste s'implique dans des polémiques visant des figures comme Charles Malato dans ce journal. Ainsi, après que Malato a lancé une campagne médiatique pour essayer d'éviter la peine de mort à Francisco Ferrer, sans succès, il écrit contre lui, entre autres :

« Nous n’avons rien dit, pendant que nos guignols révolutionnaires agitaient leurs grelots pour effrayer les fusilleurs espagnols. Nous étions sans illusions, sachant très bien que le bluff des manifestations cocasses, dissimulant une faiblesse réelle, n’empêcherait rien. […] Les rodomontades ridicules de ces pitres et de ces fausses couches sociales n’avaient aucune chance d’aboutir au résultat qu’elles prétendaient viser. C’était du bluff, du tam-tam pour la galerie, comme tout ce que font ces messieurs. »

Cet article provoque des conflits chez les anarchistes en France, l'anarcho-syndicaliste Miguel Almereyda répond à ses critiques peu après, notamment en l'accusant d'être quelqu'un qui serait « en marge de toute action ». Il lui répond alors dans un article intitulé La volaille, où il est très violent à l'égard de ses opposants, avant que L'Anarchie ne soit visée par des représailles. 
Alors que Victor Serge est mis en procès pour sa gestion de L'Anarchie et son soutien à la bande à Bonnot - un soutien partagé par N'importe qui, Serge se plaint du fait qu'André Lorulot ne serait pas visé par la justice - celui-ci répond qu'il n'a jamais défendu l'illégalisme et qu'au sein du journal, ce seraient principalement Serge et Antoine qui seraient responsables de telles orientations, et pas lui-même. Lorulot écrit qu'en réponse à ses critiques de l'illégalisme, Serge laisse alors Antoine lui répondre, dans un article où celui-ci l'aurait insulté comme étant un « honnêtomane » et l'aurait comparé à Grave.
Pendant la Première Guerre mondiale, Antoine aide un certain nombre de soldats à déserter puis s'exfiltre depuis la France en Espagne, où il s'installe en Catalogne, comme d'autres anarchistes individualistes français, à l'instar de Victor Serge. Selon Serge, Antoine serait l'incarnation de l'anarchiste illégaliste et individualiste. Il le décrit en ces termes :

« Il préférait les établissements à deux issues et, là, certains angles où on pouvait disparaître à peu près, adossé, derrière un journal déplié. Son nom insignifiant n’était connu que d’un petit nombre d’entre nous. Son passé n’était connu de personne. Des camarades se souvenaient de l’avoir appelé Levieux à Paris et à Londres une quinzaine d’années auparavant. »

### Dernières années
N'importe qui revient en France après la guerre et s'installe à Nice. Il écrit dans de nombreuses publications individualistes de la période, comme au Libertaire, La Vie anarchiste, Les Vagabonds individualistes libertaires, Terre libre ou Le Semeur de Normandie. Il publie aussi un journal de trois numéros, Le Réaliste.
Il meurt le 8 décembre 1929 à Nice, sous la fausse identité de Pierre Maestrini, né le 16 février 1854 en Suisse à Augio.

## Pseudonymes et surnoms
En plus de « Juvénal de l'Anarchie », qui est un surnom donné par Charles Malato et Ernest Gégout, il emploie lui même un grand nombre de pseudonymes, quand il publie des articles signés - ce qui n'est pas toujours le cas. Parmi ces pseudonymes on trouve, entre autres, N'importe qui, Lux, Lejeune, Levieux, Quelconque, Ego, Ixe, Simplice (comme l'anarchiste Gabriel Grandjean à la même époque), Ernest Toulouze ou encore A. Vérité,.